# Giocatore singolo
Giocatore singolo, singolo giocatore o raramente monogiocatore, in inglese single-player, è una locuzione utilizzata nel mondo dei videogiochi per indicare la modalità di gioco in cui una sola persona prende parte al gioco per tutta la durata della partita. 
Si differenzia quindi dal multigiocatore. Una «partita in singolo» indica una sessione di gioco giocata in questa modalità, mentre un «gioco per giocatore singolo» indica un videogioco in cui il singolo è l'unica modalità di gioco disponibile.

## Storia
Il primo videogioco noto presentato pubblicamente fu per giocatore singolo: Bertie the Brain (1950), una macchina che permetteva di giocare a Tris contro il computer, successivamente il videogioco venne realizzato come macchina elettronica con relativo schermo e il nome di OXO.
Tuttavia molti dei primi videogiochi, come Tennis for Two (1958), Spacewar! (1962), e Pong (1972), erano giochi simmetrici concepiti per essere giocati da due giocatori; i giochi single-player guadagnarono popolarità solo dopo questi, grazie a titoli come Speed Race (1974) e Space Invaders (1978).
La causa dell'affermazione della modalità giocatore singolo, secondo Raph Koster, è data da una combinazione di diversi fattori: sempre maggiore sofisticatezza dei computer e delle interfacce che consentono gameplay asimmetrico (l'avversario ha caratteristiche e capacità differenti da quelle del protagonista), gestito da primitive forme di intelligenza artificiale; la difficoltà a radunare fisicamente più persone davanti al gioco; lo svolgimento di una storia all'interno del gioco; insieme al fatto che la maggior parte dei primi giocatori aveva una personalità introversa (secondo l'indicatore Myers-Briggs).
Con la diffusione capillare di internet la componente multigiocatore ha aumentato molto la sua importanza nell'industria dei videogiochi. Ad esempio il presidente dell'Electronic Arts Frank Gibeau nel 2012 sottolineò che la compagnia si concentrava sui servizi online e non aveva più alcun gioco a giocatore singolo in sviluppo.

## Elementi di gioco
Siccome la narrativa e il combattimento in un'esperienza single-player sono create da un computer piuttosto che un avversario umano, i giochi single-player sono in grado di fornire determinate esperienze di gioco che sono tipicamente assenti o non enfatizzate nei giochi multigiocatore.

### Storia
I giochi single player si affidano maggiormente sullo sviluppo di trame avvincenti per coinvolgere il giocatore e creare un senso di immedesimazione. Gli esseri umani non sono prevedibili, quindi i giocatori umani, che siano alleati o nemici, non possono essere il punto centrale per lo sviluppo della narrativa in una direzione particolare, quindi i giochi multigiocatore tendono a non focalizzarsi pesantemente su una narrazione lineare.

### Personaggi
Mentre i giochi multigiocatore fanno affidamento sull'interazione umano-umano per i loro conflitti, e spesso per il senso di cameratismo, un gioco giocatore singolo deve costruire queste cose artificialmente. Come tali, i giochi single-player richiedono una più profonda caratterizzazione dei personaggi non giocabili per poter creare una connessione tra il giocatore e i personaggi a lui amichevoli o una più profonda ostilità verso gli antagonisti del gioco. Questo è tipicamente vero per i giochi di ruolo (RPG) i quali focalizzano maggiormente l'attenzione sullo sviluppo dei personaggi.